# Alois Hložek
Alois Hložek (6. nebo 16. června 1893 Kroměříž – 18. prosince 1961) byl český a československý voják a politik Komunistické strany Československa a poválečný poslanec Ústavodárného Národního shromáždění a Národního shromáždění ČSR.

## Biografie
Byl synem hostinského. Vystudoval reálnou školu v Kroměříži. Maturoval v roce 1911. V roce 1914 narukoval do rakousko-uherské armády. Po celou světovou válku působil jako voják, kde dosáhl hodnosti nadporučíka rakousko-uherské armády. Po vzniku Československa přešel v roce 1919 do Československé armády a sloužil jako poručík u pěchotních útvarů. V letech 1924–1928 sloužil v Kroměříži, pak u dělostřelectva v olomoucké posádce. V letech 1929-1930 absolvoval Aplikační školu dělostřelectva v Olomouci. V roce 1937 byl povýšen na majora dělostřelectva. V období let 1939–1942 pracoval jako civilní zaměstnanec na okresním úřadu Olomouc-venkov. V roce 1942 byl zatčen a až do roku 1945 vězněn v Buchenwaldu.
Za druhé světové války byl politickým vězněm. Po válce bydlel v Olomouci. V květnu 1945 byl znovu povolán do armády a v říjnu 1945 byl povýšen na podplukovníka dělostřelectva. V roce 1949 se stal předsedou nově zřízeného KNV v Olomouci. Kromě toho zastával funkci krajského předsedy Svazu československo-sovětského přátelství.
V parlamentních volbách v roce 1946 byl zvolen poslancem Ústavodárného Národního shromáždění za KSČ. V parlamentu setrval do konce funkčního období, tedy do voleb do Národního shromáždění roku 1948, v nichž byl zvolen do Národního shromáždění za KSČ ve volebním kraji Olomouc. Mandát si podržel až do konce funkčního období, tedy do voleb do Národního shromáždění roku 1954.
Dlouhodobě působil v ČSA a ČSLA. Roku 1946 je zmiňován coby podplukovník. V roce 1948 měl hodnost plukovníka dělostřelectva. Toho roku byl povýšen na brigádního generála. Když v roce 1951 vznikla branně-sportovní organizace Svazarm, stal se jejím prvním předsedou. Už v roce 1946 se uvádí jako oblastní velitel Svazu brannosti. V čele Svazarmu ho ale brzy vystřídal Čeněk Hruška. Předsedou Svazarmu byl Hložek jen do roku 1953.